# Catasticta eurigania
Catasticta eurigania är en fjärilsart som först beskrevs av William Chapman Hewitson 1870.  Catasticta eurigania ingår i släktet Catasticta och familjen vitfjärilar.
Artens utbredningsområde är Ecuador. Inga underarter finns listade i Catalogue of Life.

## Bildgalleri

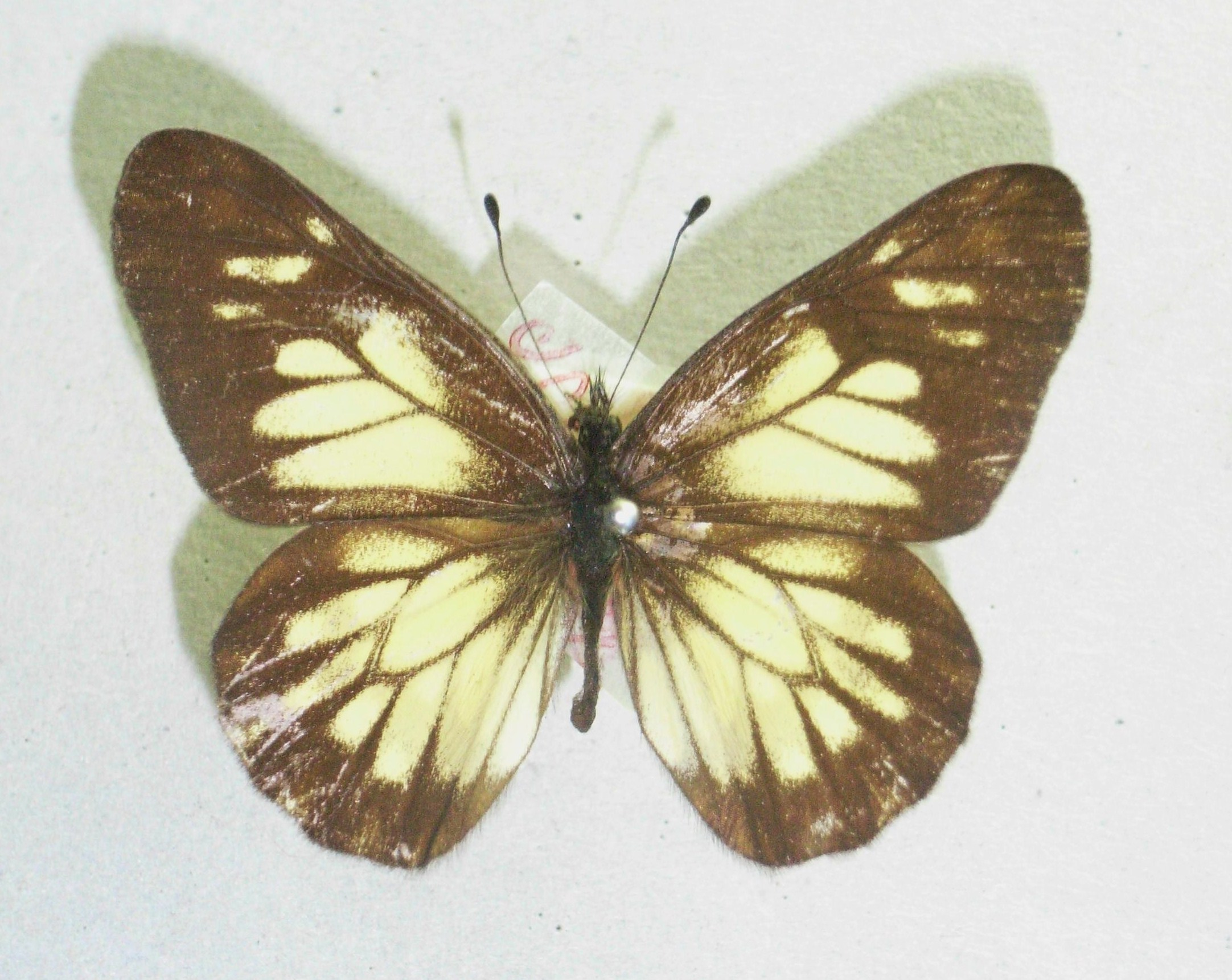
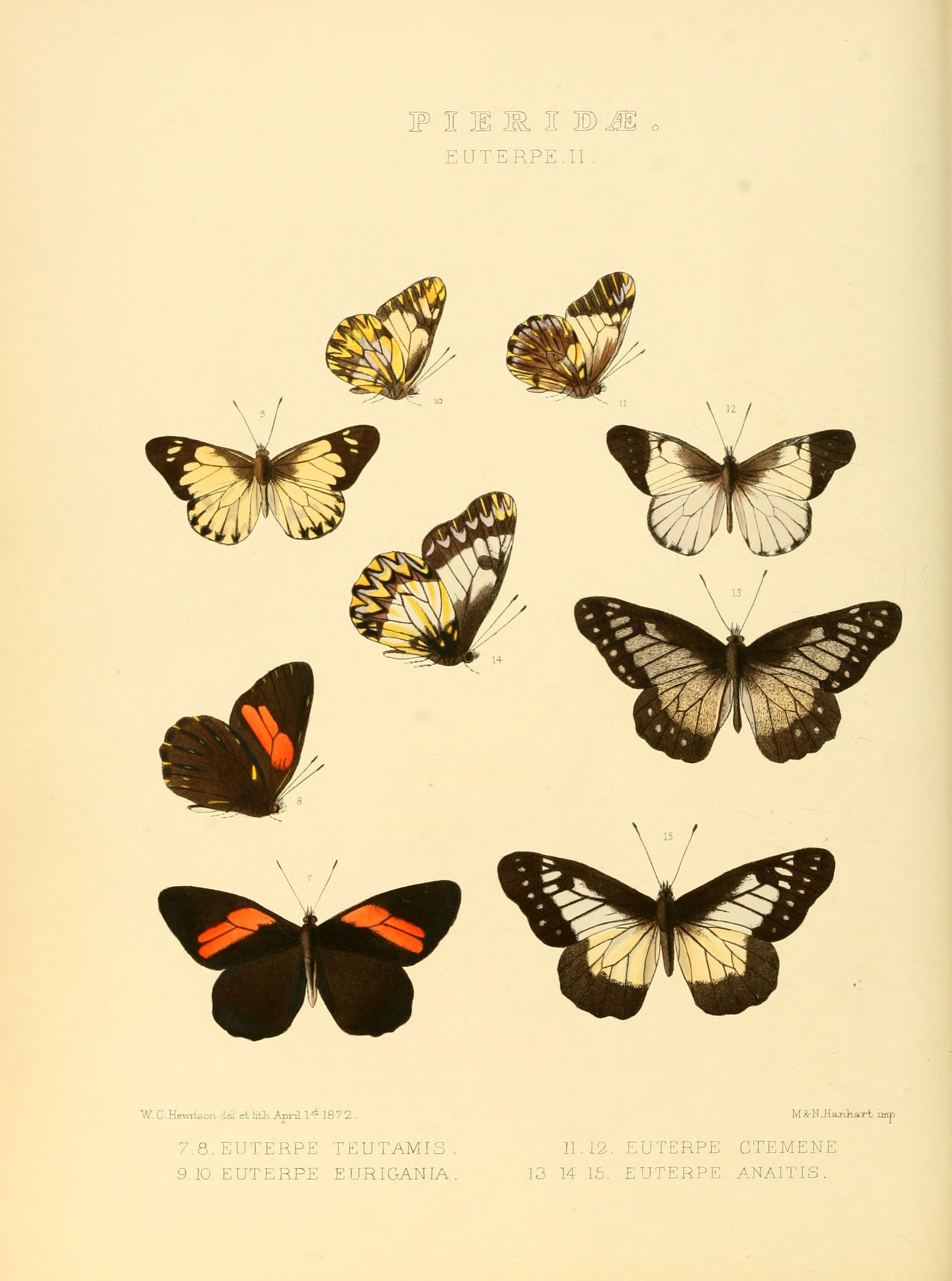